# St. Walburga (Ramsdorf)
Koordinaten: 51° 53′ 17,2″ N, 6° 55′ 15″ O
Die katholische Pfarrkirche St. Walburga ist ein denkmalgeschütztes Kirchengebäude in Ramsdorf, einem Ortsteil von Velen im Kreis Borken (Nordrhein-Westfalen).

## Geschichte und Architektur
Ein Pfarrer wurde erstmals 1212 erwähnt. Das Gebäude von 1410 ist im Kern eine dreijochige Stufenhalle. Der Westturm, das westliche Halbjoch und die beiden Seitenschiffjoche am Turm wurden 1513 gebaut. Eine Erweiterung nach Osten durch Chor und Querschiff wurde von 1912 bis 1914 unter Leitung des Architekten Sunder-Plaßmann vorgenommen. Das Innere der Kirche ist durch starke Rundpfeiler gegliedert. Auf Wandpfeilern oder auf der Hochschiffwand sind die Konsolen für die Kreuzrippengewölbe. Die Konsolen haben die Form von Krabben, Masken und hockenden Figürchen, sie werden im Volksmund Düwelkes (Teufelchen) genannt. Die Wände werden durch Spitzbogenfenster mit Fischblasenmaßwerk gegliedert.
Der Turm, in der Art der niederrheinischen Spätgotik, ist mit einem Zeltdach bekrönt. Seine von Sandsteinquadern eingefassten Obergeschosse werden durch Maßwerkfriese und Maßwerkblenden aufgelockert. Im unteren dreiseitig umbauten Turmgeschoss ist an der Westseite eine tiefe, spitzbogige Hohlkehle eingelassen, die das zweiteilige Portal und das Oberlichtfenster mit Fischblasenmaßwerk zusammenfasst. Die Turmhalle mit Sterngewölbe ist zum Hauptschiff und den Nebenschiffen in spitzbogigen Arkaden geöffnet.
Da der Turm stark beschädigt war, wurde er zum 500. Jahrestag seiner Existenz im Jahre 2013 aufwändig renoviert.

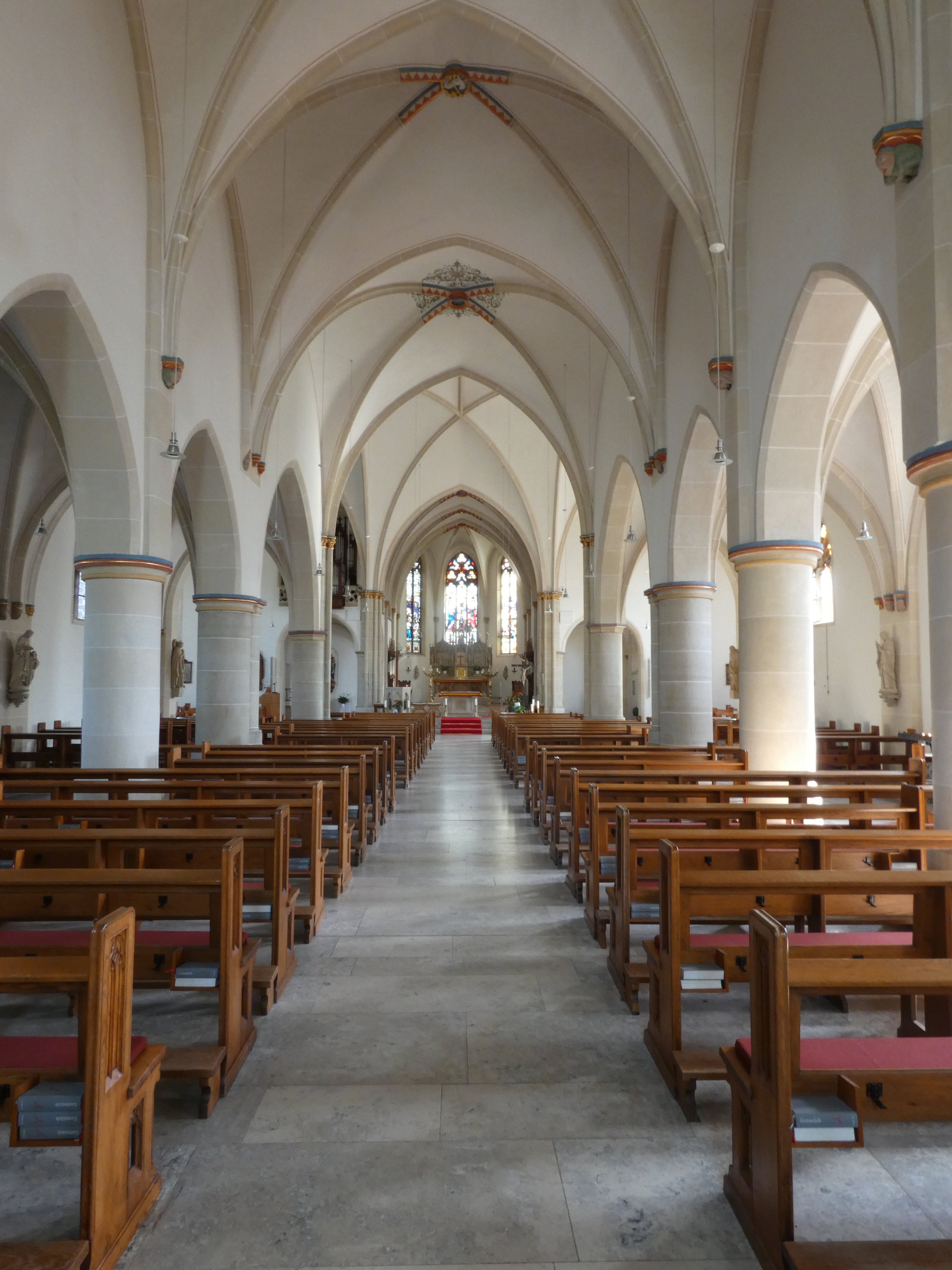
Innenansicht Kirche St. Walburga Velen-Ramsdorf

## Ausstattung
- Ein Taufstein des Bentheimer Typs vom 12. Jahrhundert
- Zwei niederrheinische Leuchterengel aus Eichenholz vom Anfang des 16. Jahrhunderts
- Eine Muttergottes mit Kind von 1550, neu gefasst
- Ein Vesperbild aus Baumberger Sandstein vom Anfang des 17. Jahrhunderts, neu gefasst
- Ein überlebensgroßer Hl. Christophorus aus Eichenholz von 1520
- Zwei Wandgrabmale vom 18. Jahrhundert[1]